# Arnold Paole
Arnold Paole († um 1727 in Medveđa, heute Trstenik; auch: Arnaut Pale, Arnod Paole, Arnond Parle, Arnold Pavle) war ein serbischer Hajduk, der nach seinem Tod angeblich zum Vampir wurde. Sein Fall und der des Peter Plogojowitz gelten als bekannteste Beispiele für den damals in Serbien alltäglichen Glauben an Vampire, da sie durch die Aufzeichnungen von Offizieren  und Ärzten der Kaiserlichen Armee dokumentiert worden waren.

## Leben
Nach seinem Aufenthalt in Gossowa (wahrscheinlich Kosovo) kehrte Paole zurück in seine Heimat Medveđa an der Morava in der heutigen Opština Trstenik, damals Teil des Königreichs Serbien, als das das vormalige Sandschak Smederevo nach dem Frieden von Passarowitz in die Habsburgermonarchie eingegliedert worden war. 
Arnold erzählte, dass er in Gossowa von einem Vampir geplagt worden war, er aber das Grab dieses Wesens aufgesucht und von der Erde, unter welcher der Vampir begraben lag, gegessen und sich mit dessen Blut beschmiert hat, um sich vor weiteren Attacken zu schützen. 
Um 1727 stürzte Arnold von einem Heuwagen und wurde bewusstlos ins Haus getragen, wo er kurz darauf verstarb. Er wurde auf dem örtlichen Friedhof begraben.

## Folgen
20 bis 30 Tage nach seinem Tod soll er mehrere Bewohner von Medveđa geplagt haben, was zum Todesfall von vier Personen geführt haben soll. Allerdings war in keinem der Berichte vom Blutsaugen die Rede. Nach der Empfehlung des obersten Hajduken entschlossen sich die Dorfbewohner, etwa 40 Tage nach Paoles Tod, sein Grab zu öffnen und seinen Leichnam zu exhumieren. Was sie vorfanden, war mehr als erstaunlich: Sein Leichnam war scheinbar überhaupt nicht verwest und seine Haare und Fingernägel schienen nachgewachsen zu sein, und für Blut gehaltene Flüssigkeit floss aus Augen, Nase und Ohren. Da diese Verwesungserscheinungen nicht bekannt waren, schlossen die Dorfbewohner, Paole sei ein Vampir, worauf sie den Leichnam pfählten und verbrannten. Ebenso verfahren wurde mit den vier ihm zugeschriebenen Todesopfern, um zu verhindern, dass sie ebenso zu Vampiren werden.
Ende 1731 starben innerhalb von drei Monaten 17 Personen. Klarheit sollte eine offizielle, von der habsburgischen Militärverwaltung in Belgrad ausgesandte Kommission schaffen, die aus zwei Feldscherern, zwei Armeeangehörigen und einem Priester bestand. Die Dorfbewohner berichteten, dass sich unter den Verstorbenen Personen befanden, die das Fleisch von Tieren gegessen haben, die Paole angefallen haben soll, oder von kürzlich Verstorbenen gewürgt worden sein sollen. Unter den Augen der Kommission wurden 13 Gräber geöffnet und die Leichen im „Vampir-Stande“ aufgefunden. Die Leichen wurden durch „dasige Zigeuner“ enthauptet und anschließend verbrannt.
Der Feldscherer des Regiments Fürstenbusch zu Fuß Johann Flückinger sandte einen ausführlichen Bericht nach Wien, in dem er die Ereignisse in Serbien schilderte und eine Erklärung zu finden versuchte. Sein Bericht wurde binnen weniger Wochen in zahlreichen Zeitungen nachgedruckt und löste eine über mehrere Jahre andauernde Diskussion über den Charakter des Vampirs aus. Mehr als zwanzig Schriften (unter anderem von Johann Christoph Harenberg, Michael Ranft und Augustin Calmet) erschienen innerhalb weniger Jahre. Zentrum der Debatte war das protestantische Deutschland, denn nach der offiziellen theologischen Lehre durfte es keine Wiedergänger geben, die nach ihrem Tod aus dem Grab heraus den Lebenden erschienen und ihnen Schaden zufügten.

## Trivia
Der Historiker Peter M. Kreuter merkt zum Namen des Unglücklichen an, dass „Arnont“ kein Eigenname sei, sondern, „was Cossowa sowie türckisches Servien bereits andeuten, für Arvanit steht“, und damit einen Albaner meint.